# George Kumantarákisz
Jórgosz "George" Kumantarákisz (görögül:  Γεώργιος Κουμανταράκης; Athén, 1974. március 27. –), görög születésű Dél-afrikai válogatott labdarúgó.
A Dél-afrikai Köztársaság válogatott tagjaként részt vett a2002-es világbajnokságon.

## Sikerei, díjai
Manning Rangers FC
- Dél-afrikai bajnok (1): 1996–97

FC Basel
- Svájci bajnok (1): 2001–02
- Svájci kupagyőztes (1): 2001–02